# 아마가사키시 교통국

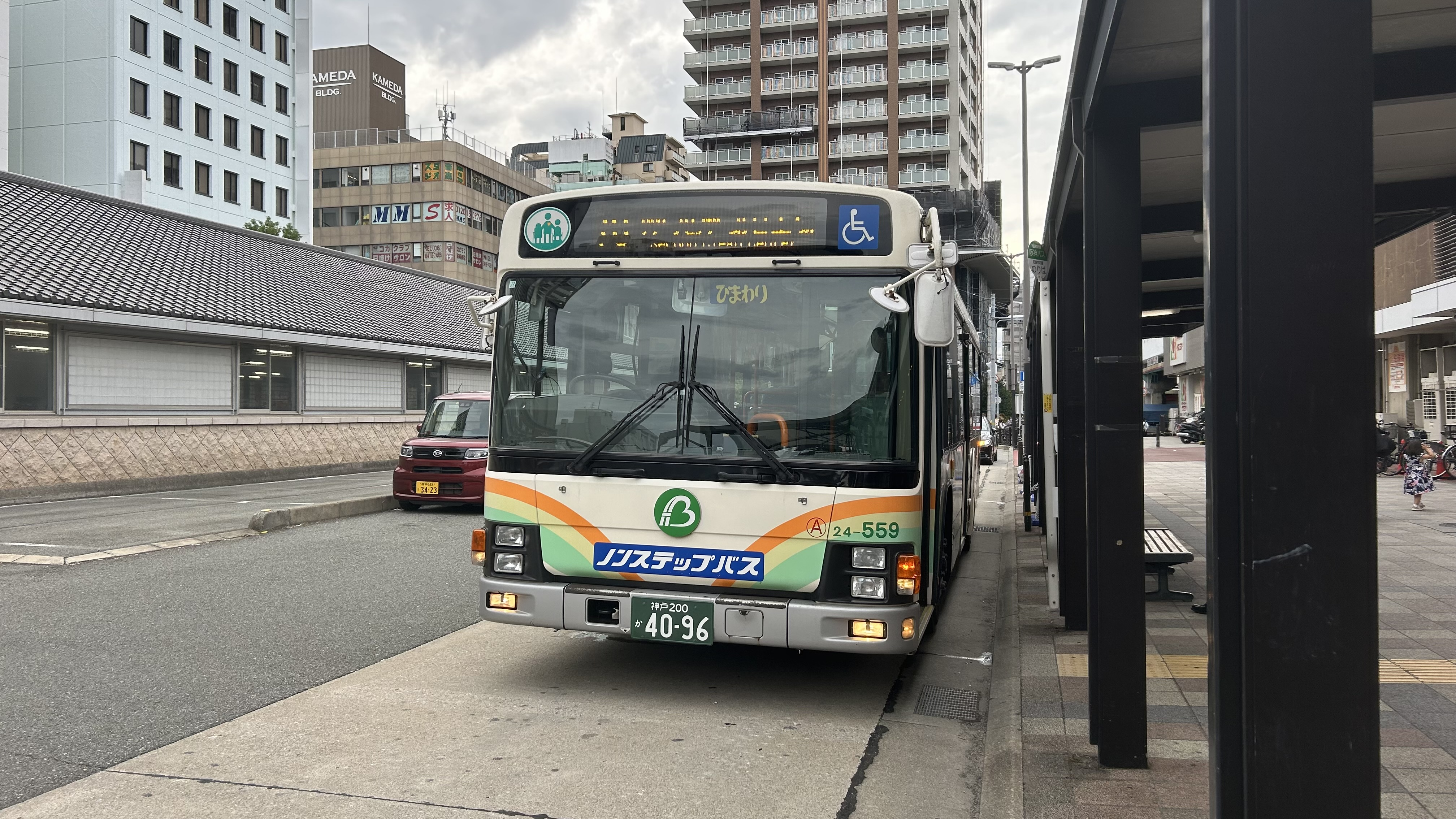
아마가사키시 교통국 차량 (사진은 한신버스 이관 후)

아마가사키시 교통국 (일본어:尼崎市交通局)은 효고현 아마가사키 시내의 버스 회사였다. 현재는 한신버스 아마가사키 시내선으로 운행.

## 영업소
- 츠카구치 영업소
- 무코 영업소
- 아마가사키교통사업진흥

## 역사
- 1948년 3월 8일: 영업 개시 (다카스 - 쓰루마치 간[주 1])
- 1954년 1월 1일: 원맨카 영업 개시
- 1958년 9월 1일: 교통국사・쿠사치 영업소(1970년 츠카구치 영업소로 개칭) 개설
- 1963년 9월 1일 : 무코 영업소 개설
- 1969년 4월 1일: 신체장애인 등에 대한 특별승차권 발행 개시
- 1973년 7월 7일: 해바라기 버스(주간 할인 회수권) 제도 실시
- 1977년 10월 1일: 원맨카율 100% 달성
- 1979년 5월 1일: 냉방차량 구입
- 1986년 7월 1일 : 노선 전면 변경
- 1988년 4월 1일 : 아마가사키교통사업진흥 설립
- 1990년 3월 31일: 냉방차량 100%  달성
- 1995년 1월 17일: 한신 아와지 대지진 발생으로 정시 운행이 불가능해짐
- 1999년 12월 : 태양전지로 전력을 저장하여 야간 점등하는 표주박 도입
- 2000년 3월 1일 : 스루트 KANSAI 참가
- 2006년 3월 25일 : 버스 운행 정보 안내 시스템 '아마코 가이드' 운영 시작
- 2008년 11월 7일 : 무코 영업소 및 동 영업소 운행 노선(40/41/41-41/41-2/43/43-2/45/46/47/47-2번) 관리위탁사업자 공모
- 2009년 1월 8일: 한큐 버스가 무코 영업소 및 동 영업소 운행 노선의 관리 위탁 사업자로 결정되었으나 잉여 운전기사 41명의 처우 문제로 인해 위탁 자체가 중단되었다고 언론에 보도됨.
- 2009년 3월 : 논스텝버스 도입률 100% 달성
- 2009년 12월 1일: 무코 영업소 및 동 영업소 운행 노선을 한신 버스에 관리 위탁 및 운행 시간표 개정 실시. 시내를 운행하는 버스 사업자(아마가사키시 교통국, 한신버스, 이타미시 교통국, 한큐버스) 간에 가까운 정류장 명칭을 통일한다.
- 2016년 3월 20일 : 전 노선을 한신 버스 주식회사로 이관 hanica・PiTaPa・ICOCA, 구 교통국 노선에서도 이용 시작[1].

## 노선

### 노선 목록[2]
| 노선번호 | 기점            | 경유지 | 종점                            | 비고                         |
| -------- | --------------- | --- | ------------------------------- | ---------------------------- |
| 11       | 한큐 소노다     | 유리학원 - 나코지 - JR아마가사키 - 오다 지소 - 긴라쿠지 - 니시나가즈 | 한신 아마가사키                 | 구간편 있음                  |
| 12       | 한큐 츠카구치   | JR 츠카구치 - 나코지 - JR 아마가사키 - 오다 지소 - 조코지 - 쿠이세단지 | 한신쿠이세                      | 구간편 있음                  |
| 13       | 한큐 츠카구치   | 오하마 니시구치 - 수도국 - 아마자키 종합의료센터 - 히가시난바초 3초메 - 지방합동청사                                                                                                | 한신 아마가사키                 | 구간편 있음                  |
| 13-2     | 한큐 츠카구치   | 오하마 니시구치 - 수도국 - 아마자키 종합의료센터 정문 앞 - 히가시난바초 3초메 - 지방합동청사                                                                                        | 한신 아마가사키                 | 평일 전용                    |
| 14       | 한큐 츠카구치   | 소노다가쿠엔여자대학 - 다치바나 지소 - JR 다치바나 - 시청 - 쇼와도오리 8초메 | 한신데야시키                    |                              |
| 15       | 한큐 무코노소   | JR 다치바나 - 시청 - 중앙공민관 - 히가시난바초 3초메 - 지방합동청사 | 한신 아마가사키                 |                              |
| 20       | JR 이나데라     | 다노우구치 - 경마장 - 한큐 소노다 | 히가시소노다                    |                              |
| 21       | 한큐 소노다     | 경마장 - 소노다 지소 - 나코지 - JR 츠카구치 - 피콜로 극장 | 한큐 츠카구치                   |                              |
| 21-2     | 도노우치        | 한큐 소노다 - 경마장 - 소노다 지소 - 나코지 - JR 츠카구치 - 피콜로 극장 | 한큐 츠카구치                   | 평일 전용                    |
| 22       | 한큐 소노다     | 경마장 - 소노다 지소 - 나코지 - 오하마 - 스포츠 센터 | 한신 아마가사키                 | 구간편 있음                  |
| 23       | 도노우치        | 한큐 소노다 - 칸자키 - 오다 지소 - JR 아마가사키 | 한신 아마가사키                 | 구간편 있음                  |
| 24       | 한큐 소노다     | 고탄다 - 오다 지소 - JR 아마가사키 - 조코지 | 한신쿠이세                      |                              |
| 30       | 한큐 츠카구치   | 아마가사키 북초등학교 - 다치바나 지소 - JR 다치바나 - 미나미 경찰서 서분청사 - 아마가사키 경정장 - 리서치 코어 앞                                                                   | 무코가와                        | 구간편 있음                  |
| 31       | 한큐 츠카구치   | 아마가사키 북초등학교 - 다치바나 지소 - 시청 - 중앙 공민관 - 히가시난바초 3초메 | 한신 아마가사키                 |                              |
| 40       | 미야노키타 단지 | 니시코야 - 조영중학교 - 시토우 - 무고 공민관 - 무코노소 1초메 | 한큐 무코노소                   | 구간편 있음                  |
| 41       | 미야노키타 단지 | 니시쿤양 - 조영중학교 - 무쿠 지청 - 무쿠노사토 - 무쿠노소 1초메 | 한큐 무코노소                   |                              |
| 41-2     | 미야노키타 단지 | 니시쿤양 - 조영중학교 - 토모유키노시구치 - 무쿠노사토 - 무쿠노소 1초메 | 한큐 무코노소                   | 평일 전용                    |
| 43       | 미야노키타 단지 | 히가시난바초 3초메 - 아마가사키 종합의료센터 - 수도국 - 시청 - JR타치바나 - 산재병원 - 한큐 무고노소 - 긴키중앙병원 - 츠네마츠 - 니시코야                                           | 한신 아마가사키                 | 구간편 있음                  |
| 43-2     | 무코 영업소     | 히가시난바초 3초메 - 아마가사키 종합의료센터 - 수도국 - 시청 - JR타치바나 - 산재병원 - 한큐 무고노소 - 긴키중앙병원 - 츠네마츠 - 무코 지소                                          | 한신 아마가사키                 |                              |
| 45       | 무코 영업소     | 무코노소 1초메 - 무코노초 - 무코모토마치 - 니시무코 공원 | 한큐 무코노소                   |                              |
| 46       | 무코 영업소     | 무코노소 3초메 - 니시무코 - 니시무코 공원 | 한큐 무코노소                   |                              |
| 47       | 무코 영업소     | 니시오시마 - 아마가사키 서쪽 소방서 - JR 다치바나 - 법원 - 한큐 무코노소 - 모리베 공원 - 니시무코 - 니시무코 공원                                                                   | 무코가와                        | 구간편 있음                  |
| 47-2     | 무코 영업소     | 이나바소1초메 - 산재병원 - JR 다치바나 - 법원 - 한큐 무코노소 - 모리베 공원 - 니시무코 - 니시무코 공원                                                                              | 무코가와                        |                              |
| 48       | 한큐 무고노소   | 니시나가즈혼도리 2초메 - 스포츠센터 - 오하마 니시구치 - 다치바나 지소 - 토마츠 성터                                                                                                 | JR 아마가사키 (남)              | 평일 전용                    |
| 48-2     | 한큐 무고노소   | 오하마 니시구치 - 다치바나 지소 - 토마츠 성터 | JR 아마가사키 (북)              |                              |
| 49       | 한큐 무고노소   | 산재병원 - JR 다치바나 - 시청 - 쇼와도오리 8초메 | 한신데야시키                    |                              |
| 50       | JR 아마가사키   | 하스바시 - 히가시난바초 3초메 - 아마자키 종합의료센터 - 수도국 - 시청 - JR타치바나 - 산재병원 - 이나바소 1초메 - 미나미 경찰서 서분청사 - 쇼와도오리 8초메                          | 한신데야시키                    |                              |
| 50-2     | 한신쿠이세      | 조코지 - JR 아마가사키 - 하스바시 - 히가시난바초 3초메 - 아마자키 종합의료센터 - 수도국 - 시청 - JR타치바나 - 산재병원 - 이나바소 1초메 - 미나미 경찰서 서분청사 - 쇼와도오리 8초메 | 한신데야시키                    | 평일 전용                    |
| 50-3     | JR 아마가사키   | 하스바시 - 히가시난바초 3초메 - 아마가사키 종합의료센터 | 아마가사키 종합의료센터 정문 앞 | 평일 전용                    |
| 51       | JR 아마가사키   | 사협회관 - 오다미나미공원 - 구이세 미나미신초 2초메 | 한신쿠이세                      |                              |
| 52       | JR 아마가사키   | 사협회관 - 히가시다이모노마치 1초메 - 한신다이모노 | 코스모 산업단지                 |                              |
| 58       | 한큐 츠카구치   | 피콜로 극장 - 한신수이도바시 - 시민건강개발센터 - 오하마 | JR 아마가사키                   | 한큐버스와 공동운행          |
| 60       | JR 다치바나     | 미나미 경찰서 서분청사 - 아마가사키 경정장 - 리서치 코어 앞 - 쓰루마치 | 스에히로초                      |                              |
| 70       | 한신 아마가사키 | 신일철주금 앞 - 히가시 카이간초 - 아마가사키항 | 클린센터 제2공장                |                              |
| 80-1     | 한신데야시키    | (우회전) 한신데야시키→타카스→나카하마→하치만바시→무코가와→코토우라 신사→한신데야시키                                                                                                | 한신데야시키                    | 구간편 있음                  |
| 80-2     | 한신데야시키    | (좌회전) 한신데야시키→코토우라 신사→무코가와→하치만바시→나카하마→타카스→한신데야시키                                                                                                | 한신데야시키                    | 구간편 있음                  |
| 85       | 한신데야시키    | 다카스 - 나카하마 - 쓰루마치 - 아마자키 테크노랜드 앞 | 스에히로초                      |                              |
| 90       | 무코가와        | 아마가사키 스포츠의 숲 - 스에히로초 | 아마가사키 테크노랜드 앞        | 평일, 토요일 왕복 1회만 운행 |

## 요금
- 어른 210엔 어린이 110엔
- 1일 승차권은 어른 600엔 어린이 300엔

## 승차 방법
- 앞에서 타고 뒤에서 내린다.
- 승차 시 지불 거스름돈 방식.